# Racoș
Racoș (in ungherese Alsórákos, in tedesco Ratsch) è un comune della Romania di 3414 abitanti, ubicato nel distretto di Brașov, nella regione storica della Transilvania.
Il comune è formato dall'unione di 2 villaggi: Mateiaș e Racoș.